# Thripidae
I Tripidi (Thripidae Stevens, 1829) sono una famiglia di insetti fitomizi dell'ordine dei Thysanoptera. Rappresentano il raggruppamento più importante dell'ordine sia per il numero di specie sia per i danni causati all'agricoltura.

## Descrizione
I Tripidi sono insetti di piccole dimensioni, poco appariscenti, dal corpo esile e allungato, generalmente di colore nerastro.
Il capo è ipognato, provvisto di antenne di 6-8 articoli e, come la generalità dei Tisanotteri, apparato boccale pungente-succhiante, asimmetrico per l'assenza della mandibola destra. Il labbro superiore è conformato a doccia e forma un cono che avvolge gli stiletti boccali, costituiti dalle lacinie mascellari, dalla mandibola sinistra e dalla prefaringe, e chiuso ventralmente dal labbro inferiore. Il canale di suzione è formato dall'accollamento delle lacinie mascellari, la funzione perforante è svolta dalla mandibola e l'immissione della saliva avviene lungo una doccia ventrale che percorre la prefaringe.
Le ali sono lunghe e sottili, percorse da una sola nervatura longitudinale, frangiate da lunghe setole lungo i margini anteriore e posteriore, acuminate all'apice. In posizione di riposo sono ripiegate orizzontalmente lungo il corpo e sono poco evidenti.
L'addome è stretto e allungato, le femmine hanno ovopositore rivolto verso il basso, composto da due paia di valve, utilizzato per deporre le uova nei tessuti vegetali.

## Biologia
I Tripidi sono insetti fitomizi che si nutrono della linfa succhiata dalle foglie, dai fiori, dai frutti e dai giovani germogli. Sono ovipari e anfigonici, con determinazione del sesso subordinata alla fecondazione: le femmine sono diploidi e si sviluppano da uova fecondate, mentre i maschi sono aploidi e si originano da uova partenogenetiche. È frequente tuttavia anche la partenogenesi telitoca per assenza o rarefazione del sesso maschile.
Lo sviluppo postembrionale si svolge per neometabolia in quattro stadi preimmaginali: due di neanide, uno di preninfa e uno di subpupa; durante quest'ultimo stadio, l'insetto è immobile e non si nutre. Il ciclo vitale si svolge con una o più generazioni l'anno, secondo la specie.

## Importanza economica
I danni causati dai Tripidi, in generale, consistono in alterazioni provocate dalla suzione dei succhi vegetali e dalla immissione della saliva, che ha effetti fitotossici. Su organi già sviluppati le alterazioni sono per lo più di tipo cromatico: sulle foglie causano decolorazioni accompagnate a riflessi argentei, un effetto ottico dovuto alla penetrazione di aria nei tessuti colpiti; sui frutti provocano spesso la comparsa di aree suberificate denominate comunemente rugginosità o scabbia. Sugli organi in accrescimento provocano anche alterazioni dello sviluppo come atrofie, deformazioni, ecc. Questi danni sono di particolare importanza nelle piante ornamentali in quanto comportano la perdita totale del prodotto.
Altro elemento di danno di non trascurabile importanza è la trasmissione di agenti fitopatogeni quali virus e batteri.
Fra le specie di maggior interesse agrario si citano le seguenti:
- Heliothrips haemorroidalis (tripide degli agrumi e delle serre). Specie cosmopolita e polifaga, attacca un numero elevato di piante agrarie, fra cui gli agrumi, diversi fruttiferi e piante ornamentali, in particolare quelle coltivate in serra.
- Thrips tabaci (tripide degli orti). Specie altamente polifaga, si rivela dannosa anche per le ferite inferte dall'ovopositore. Le colture maggiormente interessate da questo tripide sono diverse piante ortive, fra cui il pomodoro, la cipolla, la patata, le ornamentali, in particolare il garofano, e il tabacco.
- Taeniothrips meridionalis (tripide delle nettarine). È uno dei fitofagi più dannosi nei confronti di queste varietà di pesco, le cosiddette "pesche noci", sulle quali provocano la comparsa di rugginosità che deprezza notevolmente il valore merceologico dei frutti. Nonostante il nome comune, associato al danno di maggiore importanza, è una specie polifaga che attacca anche numerose piante erbacee.
- Drepanothrips reuteri (tripide della vite). Specie polifaga associata a diverse piante legnose, ma provoca i danni di maggior rilievo sulla vite, attaccata dalla prima generazione. Gli organi colpiti sono i germogli, i fiori e le foglie, sui quali provocano deformazioni, aborti e arresti di sviluppo e alterazioni confondibili con altre patologie. Attacchi di una certa entità possono provocare la caduta delle foglie e la cascola dei fiori. Sugli acini provoca invece la formazione della suberosità superficiale.
- Frankliniella occidentalis (tripide occidentale delle serre). È senza dubbio il tripide più dannoso da alcuni decenni. Originario della regione neartica, si è in seguito diffuso in tutta la regione oloartica, in Sudamerica e in Australia, rivelandosi particolarmente dannoso alle colture ornamentali da fiore e alle ortive, sia in serra sia all'aperto. È ritenuto il fitofago più dannoso a carico delle colture da fiore reciso, in particolare la gerbera e il crisantemo. La problematicità di questo tripide è legata soprattutto alla trasmissione di virus fitopatogeni, come ad esempio il virus dell'avvizzimento maculato del pomodoro (TSWV, Tomato Spotted Wilt Virus).
- Liothrips oleae (tripide dell'olivo) è un parassita minore che interessa la coltura dell'olivo.